# 伊藤季七子
伊藤季七子（いとう きなこ、1995年9月23日 - ）は、日本のイラストレーター、デザイナー。
石川県金沢市出身。現在は愛知県在住。血液型はAB型。小学校時代より水彩画によるペットの肖像画を描いていたが、2006年に、特定非営利活動法人ほっとけない世界のまずしさが主導したホワイトバンドプロジェクトのカバーデザインで本格的にデザイナーとしてデビュー。
また2007年からは国内外のインディーズシーンで、Emma Laundry名義でリミキサーとしても活動を開始し、多くのリミックスを制作しており、名古屋の女性ボーカリスト「テディ」のプロジェクトでは作曲家、ベーシストとしても参加している。

## 所属プロダクション公式プロフィール（参考出典）
1995年9月23日生まれ、AB型。国内外アーティストの音楽関連デザインを幅広く手掛けている。イギリスのファンクユニット「トニーポッター＆ザ・フレンズ」やドイツのパンクバンド「グレムリンアレー」、ホワイトバンドで知られる「ほっとけない　世界のまずしさ」などのデザインを担当したことがキッカケでその才能を認められる。この他にも現役高校生ならではの視点を活かし、数多くの良質なデザインアートを世に送り出している。その一方では、水彩によるペットの肖像画や、京都花街のデザインアート、広告関連デザインなど幅広いジャンルのフィールドで活躍中。近年では「Emma Laundry」名義で国内の音楽シーンにも進出している。（所属プロダクション「Halloween Town International」2012プレスリリースより転載）

## 人物
- ミルフィーユ（愛称はミー）という猫を飼っている。（公式ブログにて 2012.1）
- 両親は共にデザイナーで、医大生の兄がいる。（公式ブログにて 2012.1）
- ファンクラブに入っている程のザ・ビートルズ、ポール・マッカートニー好き。（公式ブログにて 2012.1）

## 主なデザイン作品
- Gremlin Array (独)／passion
- Tony Potter and the Friends（英）／BOUNCEBACK
- V.A／ほっとけない 世界のまずしさ
- V.A／Love delivery
- Teddy／I can tell Lovely tales

## 主なリミックス作品
- Teddy／この場所へ〜Old Odd Owl Remix〜
- Teddy／hello, my name〜2010: a space odyssey mix〜
- MAX／Gloroa〜Chocolate Beat 2009 mix〜
- Secilia／reset〜Xodiack-Crete 975 Remix〜
- ラブ王国／アレルギーロック〜BUZZ BUZZ TRANCE MIX〜